# Руська Мосара
Ру́ська Мосара́ (рос. Русская Мосара, марій. Руш Мосара) — присілок у складі Марі-Турецького району Марій Ел, Росія. Входить до складу Хлібниковського сільського поселення.

## Населення
Населення — 31 особа (2010; 38 у 2002).
Національний склад (станом на 2002 рік):
- марійці — 79 %